# 亲临古战场
《亲临古战场》（英語：Battles BC）是歷史頻道2009年播出的纪录片系列，介绍了古代史中的一些关键性战役，影片的视觉效果类似斯巴達300勇士，由高度编排的各种武器打斗场面组成。
古戰場是以前打過仗的地方，所以稱為古戰場

## 集数
- 汉尼拔・歼灭者"Hannibal: The Annihilator"
- 大卫・巨人杀手"David: Giant Slayer"
- 约书华・大屠杀"Joshua: Epic Slaughter"
- 凯撒・围攻"Caesar: Super Siege"
- 摩西・死神竞走 "Moses: Death Chase"
- 亚历山大・战争之王"Alexander: Lord of War"
- 拉美西斯・狂怒战车 "Ramses: Raging Chariots"
- 马拉松战役 "Judgment Day at Marathon"